# Альбін Стенроос
Альбін Стенроос  (фін. Albin Stenroos, * 24 лютого 1889 — † 30 квітня 1971) — фінський легкоатлет, олімпійський чемпіон.

## Виступи на Олімпіадах
Альбін Стенроос завоював три олімпійські медалі з легкої атлетики — золоту, срібну та бронзову.
| Олімпіада      | Дисципліна           | Місце     |
| -------------- | -------------------- | --------- |
| Стокгольм 1912 | біг на 10 000 метрів | 3         |
| Стокгольм 1912 | крос, командні       | 2 h1 r1/2 |
| Стокгольм 1912 | крос, особисті       | 6         |
| Стокгольм 1912 | крос, командні       | 2         |
| Париж 1924     | марафонський біг     | 1         |